# الشقيق (جازان)
الشقيق هي مدينة سعودية تابعة لمنطقة جازان وتبعد عن مدينة جيزان بحوالي 150 كيلو متر وتقع على ساحل البحر الأحمر مباشرة حيث كان الأهالي قديماً يمتهنون التجارة والزراعة و صيد الأسماك.

## نبذة
الشقيق هي مدينة تجارية وليست مدينة صيد وكان بها مرسى حربي ثم ميناء تجاري لم يتوقف إلا عام 1402هـ وكان أهالي المدينة يشتغلون بالتجارة والرعي والتجارة والقليل منهم كانوا يشتغلون بالصيد كما وكانت قبائل بني شجاع تقطنها وتملك فيها العديد من المكتبات العلمية كما وكان لموقعها الجغرافي أهمية عند زيارة الحجاج إلى مكة بالقوف فيها لجمالها ووفرة الماء بها. ويسكنها حاليا تسع قبائل، ويوجد بها أكبر محطة تحلية مياه بالشرق الأوسط. كما تملك المدينة شاطئ جميلا يؤهلها بأن تكون من أجمل المناطق السياحية استقطاباً للسياح، وتعتبر بوابة منطقة جازان الشمالية.

## الموقع
تقع الشقيق في الجزء الجنوبي الغربي من المملكة العربية السعودية وهي تابعة لمنطقة جازان حيث تقع في الشمال الغربي منها، وتبعد عن مدينة جازان بحوالي 150 كم. ويحتل الشقيق الواجهة البحرية بين الدرب والقحمة بطول يزيد عن 20 كم ويمتد في الداخل حتى منطقة الجبال الساحلية الواقعة في قضائي رجال المع وقنا والبحر.
كما أنه يقع على طريق الحجاز - تهامة على وادي يسمى غوان وقد ورد اسم هذا الوادي في شعر شاعر يمني من شعراء القرن العاشر كما أن اسم البلدة الشقيق ذكر في حوادث القرن الحادي عشر، ومن أوائل القرن الثاني عشر وبعد دخول المنطقة وعسير في الدعوة السلفية والطاعة السعودية أخذ اسم الشقيق يدور في تلك الحوادث ويجول في تاريخ المنطقة وعسير.
والجدير ذكره انه يتبع لبلدة الشقيق 32 قرية كبيرة وصغيرة وهي: (ساحل العلاطة، الكنًّة، الصًّقعان، وحلة ابن هيجان، ، الحصًّام، خِليِّج) على الجانب الأيمن منها ويقع إلى الشمال الشرقي منها القرى التالية: (القاع، خبت بن جبران، الجعافرة، الصنيدلي، قرية عجيبي) وهناك أيضاً بعض القرى الصغيرة والمتناثرة في الجزء الشمالي والغربي مثل:، المسمور، الراجحيه، السواني.

## المساحة والسكان
تقدر مساحة الشقيق بحوالي 850 كم2، وكما سلف بأن هناك العديد من القرى التابعة لبلدة الشقيق 32 قرية حيث يصل عدد سكان المنطقة إلى حوالي 20000 وقاعدتها بلدة الشقيق وهذا العدد كان في عام 1413هـ. ويوجد في بلدة الشقيق 7000 نسمة تقريبا على غرار نفس التاريخ المشار إليه سلفاً.

## التضاريس
تعتبر منطقة الشقيق سهل ساحلي منبسط من الأرض يمتد بمحاذاة الشاطئ وهو يأخذ امتداد يبدو عليه الاتساع كلما اتجهنا جنوبا نحو درب بني شعبة أكثر من اتجاهنا شمالاً تجاه القحمة وحلي حيث يضيق، وتظهر به الارتفاعات البسيطة والتي تتمثل في التلال المتناثرة القلية الارتفاع. والسطوح بصفة عامة قلية الانحدار بيد أننا نلاحظ ذلك يقتصر على البراكين المتناثرة والحديثة في منطقة (الرقبة) والشمال الغربي في الحريضة وعلى طول الطريق المؤدي للقحمة والبرك. كما يظهر في منطقة الخبت الذي يكون في مجموعة من مفتتات مفككة من الرمل وقد ثبتتها بعض النباتات العشبية المتفرقة بفعل رطوبة الشواطئ كما توجد في منطقة الشقيق العديد من الكثبان الرملية والتي تنتشر بشكل واضح على مقربة من خط الشاطئ وتتناثر في مناطق أخرى.

## المناخ
يعتبر المناخ أكثر العوامل تأثيراً في الظروف الطبيعية وبالتالي أكثرها تأثيرا على حياة الإنسان فهو يحدد إمكانيات الإنتاج الاقتصادي ويؤثر في مستوى قدرات الإنسان في مغالبة الطبيعة كما يؤثر في خصائصه الاجتماعية وعاداته وحتى انه يحدد بعض صفاته الأنثروبولوجية.
ذكرنا سلفا بان بلدة الشقيق تتبع لمنطقة جازان حيث نجد أنه يختلف من حيث التفاصيل الدقيقة من مكان لآخر حسب الموقع والقرب والبعد عن سطح البحر الأحمر واتجاه وارتفاع التضاريس ويتراوح عرض السهول الساحلية ما بين عشرات الكيلومترات إلى 60 كم كأقصى حد له. هناك لا بد من ملاحظة الفرق الواضح بين مناخ السهول الساحلية والمرتفعات الجبلية حيث تتصف منطقة السهول الساحلية في منطقة جيزان بدرجات الحرارة متوسطة إذ يزيد المعدل الشهري للحرارة عن 25درجة مئوية في أغلبية أشهر السنة وتصل درجات الحرارة 30 درجة لا تتعدى 38 درجة مئوية وتنتشر هذه المعطيات إلى سهل جازان حيث يكون فصل الشتاء دافئ في السواحل وشديد البرودة في الجبال لجازان والأمطار بجازان كثيرة ولله الحمدو تكثر في الصيف والشتاء وتكون متوسطة في الخريف ونظراً لوقوع السهل الساحلي الجيزاني على البحر الأحمر وتعرضه للرياح التي تهب عليه من هذا الاتجاه ولا سيما نسيم البحر، لذا ترتفع نسبة الرطوبة على طول أيام السنة تقريبا إذ تزيد الرطوبة عن 60% في جميع أشهر السنة وتقترب في أحيان كثيرة إلى درجة التشبع 100% وتصحب مناخ هذا السهل موجات الصبح المعروفة في منطقة جازان باسم (الغبرة) التي تهب على الإقليم فترة تستمر إلى ثلاثة أشهرأو أقل في فصل الصيف لكنها مناسبة لمسابقات الرالي حيث سوف يطبق فيها مسابقات الرالي لهذا العام وليست قوية وبالرغم من ارتفاع نسبة الرطوبة وتعرض الإقليم للرياح التي تهب عليه من البحر الأحمر في معظم شهور السنة فإنها مصيف جميل وتلك الرياح التي تسقط الأمطار على الجبال، فإن إقليم جازان تسقط على الأمطر الكثيرة ولله الحمد خلال فصول السنة وبالمعدل موزعة على الأشهر بدون نظام ولو أنها تميل إلى أن تكون في الشتاء والربيع. وتسقط الأمطار غالبا في فترات المساء إذ يبدأ النهار بشمس ساطعة وجو صحو حتى بعد الظهر حيث تتجمع السحب وتسقط مطرها منهمرا أحيانا أخرى بعد الغروب فتنقشع السحب وتصحو السماء من جديد.

## الجانب السياحي
تقع الشقيق على مصب وادي كبير هو وادي ريم مما جعل أرضها صالحة للزراعة وقد نجحت بها العديد من أنواع الزراعات المنتشرة بالمنطقة. وقديما كان يفد إليها الزوار من كثير من المناطق التي تنعدم بها الزراعة نظرا لعدم صلاحية التربة الجيدة إما لصلابة الأرض الجبلية كما في محايل عسير وبحر أبو سكينة أو القحمة وحلي والشريط الساحلي لها لكثرة الأراضي السبخية والرملية الغير صالحة للزراعة.
وفي موسم الحصاد كانوا يحطون رحالهم في الشقيق ويقضون فيه موسم الحصاد الذي يمتد لأكثر من أربعة أشهر فيقيمون بها نظرا لكثرة الزرع ووفرة الحصاد الذي كان يشكل المورد الأساسي لطعامهم وشرابهم، بمعنى أنها كانت تشكل لهم مرحله هامة من مراحل حياتهم. وقد عرفت الأسواق بجودة المحاصيل التي كانت تطرحها هذه الأرض الطيبة. بالإضافة لكونها تقع على شريط بحري يحتضنها في شكل بديع. وبعد أن دارت عجلة التقدم في بلادنا الحبيبة أخذت الشقيق تأخذ شكلها السياحي منذ عشرات السنين لما تحضى به من مقومات سياحية متمثلة في البحر الجميل والذي يحتضنها بسحره وجماله الآسر. وبدأت السياحة تنمو حتى أصبحت من أهم المواقع السياحية في المنطقة الجنوبية وذلك يعود إلى كثرة مرتاديه طوال العام وفي فصل الربيع على وجه الخصوص وهو مهوى ومطلب لسكان المناطق الباردة وما جاورها. بها عدد من المرافق الخدمية، منها:
- منتجع شاطئ عسير السياحي: (الواقع على شاطئ الحريضة وهو من أفخم المنتجعات وإن كان لا يزال في طور التوسع).
- منتجع العكاسي: (وهو عبارة عن مقر سكني فاخر يخدم العديد من السواح ويقدم خدمات فندقية).
- منتجع آل ملاهي السياحي
- منتجع المتعة السياحي
- منتجع الربيع السياحي
- مجمع دار السلام
- مجمع العاصفة
- مجمع مجهار
- الفاخرة للشقق الفندقية (الشارع العام، يبعد 300 متر عن طريق البحر الجديد)
- مجمع الحصام
- مجمع الشعوف
- مجمع الشقيق
- خدمات للتخييم المباشر
- خدمات للرحلات الشبابية
- مجمع السودة للشقق المفروشة

وغيرها من المجمعات والخدمات الأخرى.